# Markus Rychlik
Marcus Rychlik (Oppeln, 15 juni 1987) is een in Polen geboren voetballer met de Duitse nationaliteit die als aanvaller speelt. 
Rychlik speelde voor Sportfreunde Baumberg en SV Hilden Nord uit Duitsland voor hij tussen 2009 en 2011 in totaal 38 wedstrijden in de Eerste divisie voor Fortuna Sittard speelde waarin hij vier keer scoorde. Aansluitend kwam hij uit voor EVV Echt. In 2013 stapte hij over naar De Treffers. In de zomer van 2014 ging hij naar TuRU Düsseldorf.